# Again (album de Marwa Loud)
Pour les articles homonymes, voir Again.
Albums de Marwa Loud
My Life
(2019) Cloud
(2023)
Again est le troisième album studio de la rappeuse française Marwa Loud sorti le 28 mai 2021.

## Liste des titres
| No  | Titre                              | Compositeur(s)      | Durée |
| --- | ---------------------------------- | ------------------- | ----- |
| 1.  | Allô (feat. Eva)                   | Nabz                | 3:06  |
| 2.  | Bébé stop                          | Boumidjal           | 2:33  |
| 3.  | Bimbo (feat. Moha K)               | Boumidjal           | 2:43  |
| 4.  | Beau parleur                       | Nabz                | 2:51  |
| 5.  | L'amour c'est tout                 | Boumidjal           | 2:38  |
| 6.  | Bendo (feat. Lacrim)               | HoloMobb, Boumidjal | 3:10  |
| 7.  | Violet                             | Boumidjal           | 2:55  |
| 8.  | Lalala                             | Boumidjal           | 2:27  |
| 9.  | Bladi (feat. Mister You & Maestro) | Bujaa Beats, Nabz   | 2:33  |
| 10. | Faut que ça brille                 | Nabz                | 2:37  |
| 11. | J'ai besoin de                     | Aladdin             | 2:27  |
| 12. | Skydiver (feat. ISK)               | Nabz                | 2:47  |
| 13. | Ma jeunesse                        | Nabz                | 2:28  |
| 14. | On en a déjà parlé                 | Nabz                | 3:21  |
| 15. | Longtime                           | Nabz                | 2:50  |
| 16. | I Have a Dream                     | Nabz                | 2:25  |
| 17. | Allez les gros (feat. Naza)        | HoloMobb, Boumidjal | 3:12  |
| 18. | Black-out                          | Bersa               | 2:02  |

## Clips vidéos
- Allez les gros (feat. Naza) : 30 janvier 2020
- Allô (feat. Eva) : 17 mars 2021
- Bimbo (feat. Moha K) : 26 mai 2021
- Beau parleur : 6 octobre 2021

## Titres certifiés en France
- Bimbo (feat. Moha K)  Platine[2]
- Allô (feat. Eva)  Platine[3]

## Certifications et classements

### Classements
| Classement (2021)            | Meilleure position |
| ---------------------------- | ------------------ |
| Belgique (Wallonie Ultratop) | 47                 |
| France (SNEP)                | 11                 |

### Certifications et ventes
| Région        | Certification | Ventes/Streams |
| ------------- | ------------- | -------------- |
| France (SNEP) | Or            | 50 000         |